# Spock
Spock é um personagem da franquia de entretenimento Star Trek. Interpretado primeiramente por Leonard Nimoy na série Star Trek original, Spock também aparece na série de animação Star Trek, dois episódios de Star Trek: The Next Generation, sete filmes da franquia e inúmeros livros, quadrinhos e video games. A partir do filme Star Trek (2009), o personagem passou a ser interpretado por Zachary Quinto. Nos seriados Star Trek: Discovery (2019) e Star Trek: Strange New Worlds (2022) é interpretado pelo ator Ethan Peck.
Spock serve a bordo da nave estelar USS Enterprise, como oficial de ciências e primeiro oficial, e mais tarde como oficial comandante. A ascendência mista vulcana/humana de Spock, sendo também um dos primeiros vulcanos a servir na Frota Estelar (o primeiro vulcano é a oficial T'Pol, que serviu a bordo da Enterprise em 2151). Serve como importante elemento de enredo em várias aparições do personagem. Junto com James T. Kirk e Leonard McCoy, ele é um dos três personagens centrais da série original de Star Trek e seus filmes. Depois de se aposentar da Frota, Spock se torna embaixador da Federação Unida dos Planetas, contribuindo para o fim da animosidades entre a Federação e o Império Klingon. Anos mais tarde, ele serve como embaixador da Federação no Império Estelar Romulano e fica envolvido na mal sucedida tentativa de salvar Romulus de uma supernova.

## Representação

### Série original e filmes
O personagem foi originalmente representado como o oficial de ciências da USS Enterprise no piloto original, "The Cage". Apesar do piloto ter sido rejeitado, os onze anos de serviço de Spock sob o comando do Capitão Christopher Pike são referenciados e mostrados nos episódios "The Menagerie". A primeira aparição do personagem na televisão foi em "The Man Trap", que o introduz como oficial de ciências e como primeiro oficial do Capitão James T. Kirk. Star Trek mostra o "triunvirato" de Kirk, Spock e Leonard McCoy; enquanto McCoy frequentemente age como a consciência de Kirk, Spock oferece ao capitão uma perspectiva lógica e desprendida de emoções. O personagem também oferece um perspectiva de "alguém de fora" sobre a "condição humana".

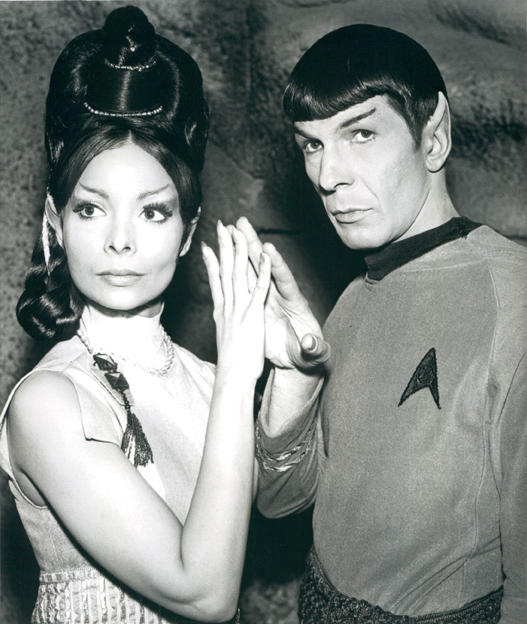
T'Pring (Arlene Martel) e Spock no episódio Amok Time exibido em 15 de setembro de 1967.

Star Trek também apresenta elementos da família e do crescimento de Spock. "Journey to Babel" mostra seus pais: Sarek, um embaixador vulcano da Federação Unida dos Planetas, e Amanda Grayson, uma humana. A decisão de Spock de se juntar a Frota Estelar, ao invés da Academia de Ciências de Vulcano, foi contrária a vontade de seu pai. A relação de Spock e Sarek é tensa e turbulenta, apesar de enraizada em um respeito subjacente e um cuidadoso e contido amor pelo outro. "Yesteryear", de The Animated Series, mostra o Spock de sete anos escolhendo o estilo de vida vulcano, dedicado a lógica e a supressão de emoções.
No começo de Star Trek: The Motion Picture, Spock não está mais na Frota Estelar, tendo resignado e retornado para Vulcano para buscar a disciplina do Kolinahr. Spock não consegue completar o ritual do Kolinahr depois de sentir a presença de V'Ger, voltando para a Frota para ajudar a Enterprise e sua tripulação em sua missão. Spock, promovido a capitão, é o oficial comandante da Enterprise no começo de Star Trek II: The Wrath of Khan. Ao final do filme, ele transfere seu "katra"—o montante de suas memórias e experiências—para McCoy, e depois se sacrifica para salvar a nave e a tripulação de Khan Noonien Singh. Star Trek III: The Search for Spock se foca na busca de seus colegas para recuperar seu corpo, ressuscitado pela matriz do Dispositivo Gênesis. Ao final do filme, o corpo ressuscitado de Spock é reunido com seu Katra. Star Trek IV: The Voyage Home mostra a recuperação de sua ressurreição. No final do filme, ele se junta a tripulação para servir na recém comissionada USS Enterprise-A, sob o comando de Kirk. Em Star Trek V: The Final Frontier, Spock e a tripulação da Enterprise são enviados para confrontar o renegado Sybok, seu meio irmão. Em Star Trek VI: The Undiscovered Country, Spock serve como enviado especial da Federação para tratar um acordo de paz com o Império Klingon depois de um desastre natural em uma de suas luas, Praxis.

### Star Trek: The Next Generation
Spock aparece em "Unification", um episódio em duas partes de Star Trek: The Next Generation. Se passando 75 anos depois dos eventos de The Undiscovered Country, o episódio foca na tentativa do Embaixador Spock de reunir os romulanos com seus parentes vulcanos. A produção de The Undiscovered Country se sobrepôs a de "Unification", com o episódio referenciado o papel de Spock no filme.

### Realidade Alternativa

Zachary Quinto como Spock em
Star Trek.

A próxima aparição de Spock foi no filme Star Trek. No prólogo, se passando 19 anos depois dos eventos de "Unification", o Embaixador Spock promete aos romulanos que ele vai usar a tecnologia vulcana para salvá-los da explosão de uma supernova que ameaça destruir o Império. A missão é apenas um sucesso parcial, com Spock impedindo a supernova, porém com Remus, um planeta ligado a Romulus, sendo destruído. Spock é perseguido por Nero, um minerador remano levado a loucura pela destruição de seu planeta, com os dois sendo pegos no horizonte de evento do buraco negro criado pelo embaixador para consumir a supernova e indo parar no passado.
No ato inicial do filme, a nave de Nero emerge em 2233, e através de sua interação com os habitantes, inadvertidamente cria uma "realidade alternativa". Preso no passado alternativo, o Spock original ajuda sua versão alternativa e a de Kirk a derrotarem Nero.
O filme também mostra os confrontos iniciais de Kirk e Spock na Academia da Frota Estelar e o gradual desenvolvimento de sua amizade e respeito mútuo, o que o Spock original chama de "... uma amizade que vai definir ambos de modos que vocês ainda não podem perceber". Ao final do filme, o Spock alternativo opta por permanecer na Frota Estelar, enquanto o original permanece no novo universo para ajudar os sobreviventes vulcanos, já que Nero havia destruído o planeta Vulcano.

## Desenvolvimento
Spock, como originalmente havia sido concebido por Gene Roddenberry em 1964, é descrito como "provavelmente meio marciano, ele tem uma pele meio avermelhada e orelhas semi-pontudas". Versões iniciais tinham o personagem ingerindo energia através de uma placa em seu estômago. O autor Samuel A. Pebbles disse a Roddenberry que tais atributos faziam Spock muito alienígena, e sugeriu que "ele deveria ser pelo menos meio humano para ter problemas quando os dois lados de sua natureza entrassem em conflito", acreditando que os traços humanos o faziam mais interessante e com a capacidade de comentar sobre a condição humana com mais credibilidade. O planeta natal de Spock foi mudado porque Roddenberry achou que se o programa fosse um sucesso, humanos poderiam mesmo estar andando em Marte durante a exibição da série.

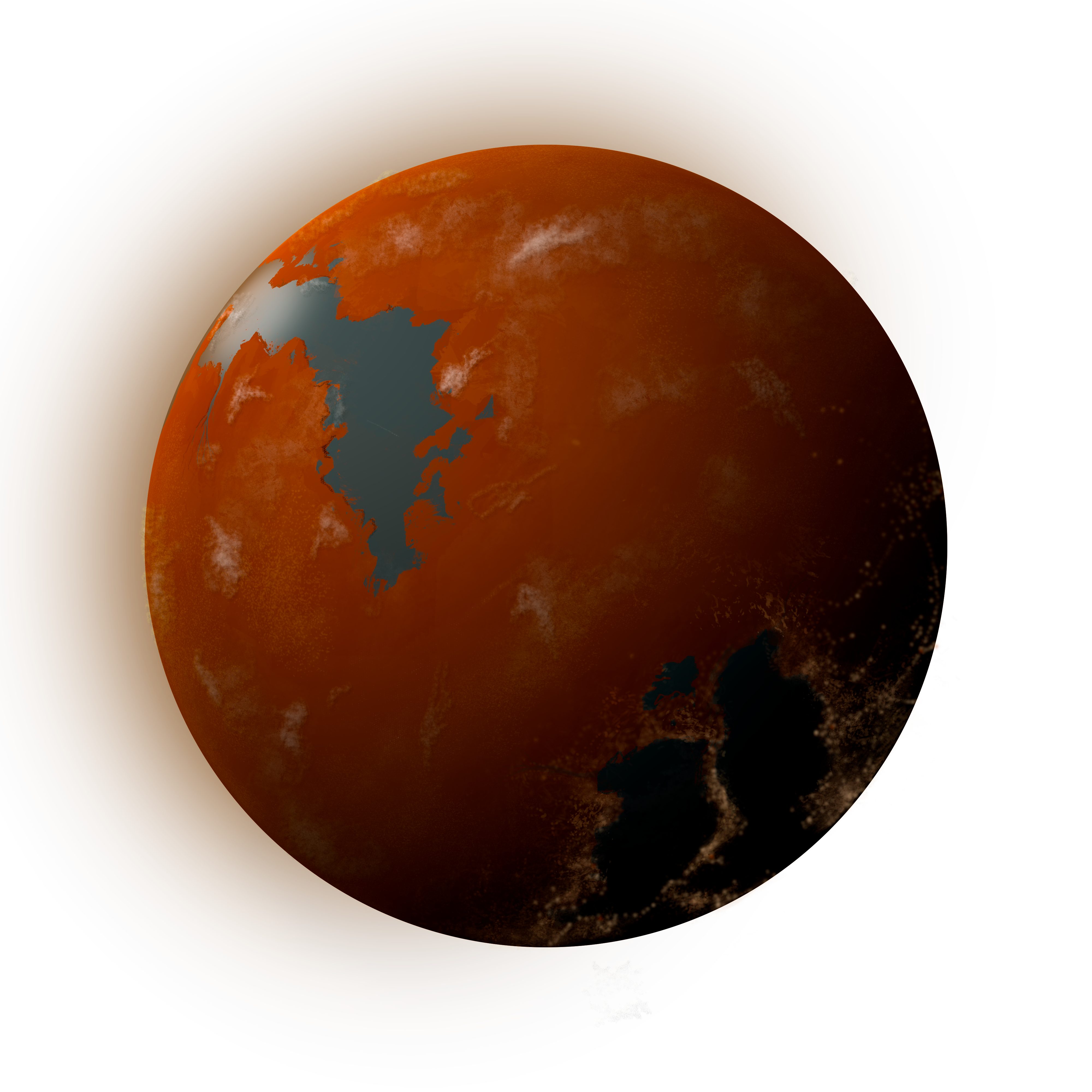
Vulcano, planeta lar de Spock, retratado numa fanart.

Roddenberry queria um nome que soasse alienígena quando ele criou "Spock", não sabendo até bem depois da existência do psicologista Benjamin Spock. No primeiro, e rejeitado, piloto, "The Cage", Spock tem uma pele amarelo esverdeado e é do planeta Vulcano. Depois de DeForest Kelley ter, em 1964, expressado seu desinteresse no papel, Roddenberry contratou Leonard Nimoy porque ele o conhecia de uma aparição como convidado no piloto de sua série The Lieutenant; depois de Roddenberry ter visto o rosto fino de Nimoy, nenhum outro ator foi considerado para o papel. Se Nimoy tivesse recusado o papel, Roddenberry iria oferecê-lo a Martin Landau.
As "orelhas pontudas" usadas por Nimoy enquanto interpretava Spock eram uma forma de próteses faciais, em sua maior parte compostas por espuma sintética. A espuma era criada ao encher uma matriz de cerâmica com cavidades ocas chamadas de microbalões, que resultava em próteses de baixa densidade que podiam ser facilmente usadas. Entretanto, o processo de descolar as orelhas era doloroso para Nimoy, significando que ele deveria chegar uma hora e meia antes das filmagens, e ficar meia hora depois, para aplicar e descolar as orelhas. A dor e a incómodo eram tão grandes que quando o produtor Robert H. Justman sugeriu de brincadeira uma cirurgia plástica, Nimoy momentaneamente a considerou. A NBC estava preocupada com a aparência satânica de Spock, todavia, e pediu para que o personagem fosse excluído; de acordo com Oscar Katz, a emissora estava preocupada que "o 'cara com as orelhas' iria assustar todas as crianças da América". Imagens promocionais de Nimoy foram retocadas para que ele tivesse orelhas e sobrancelhas normais. Com a ajuda de Katz, Roddenberry conseguiu manter o personagem. Através das aparições do personagem na série e nos filmes, o formato das orelhas de Spock variou, devido em parte aos diferentes maquiadores que as aplicaram.
Spock inicialmente não tinha a maneira lógica que ficaria associada com o personagem, essa era um traço da personagem Número Um, primeira oficial de Pike. Entretanto, Número Um foi excluída no desenvolvimento do segundo piloto, "Where No Man Has Gone Before". Esse episódio apresenta um Spock mais completamente formado, com sua marca registrada da lógica. Nimoy gostou da nova natureza lógica, observando que o personagem está "lutando para manter uma atitude vulcana, uma postura filosófica vulcana e uma lógica vulcana, se opondo à aquilo que está lutando em seu interior, que era a emoção humana". A saudação vulcana referência uma posição de mão sagrada usada pelos judeus. O vice-presidente da Desilu, Herbert Solow, acredita que Nimoy foi o principal contribuinte da representação do personagem. Nimoy lembra, "Como um Judeu da Boston Católica, eu entendia o que era se sentir alienado, fora do mainstream... Houve inúmeros valores em Star Trek com os quais me senti confortável como Judeu".

### Morte emThe Wrath of Khan
Nimoy não tinha a intenção de se juntar ao elenco de Star Trek II: The Wrath of Khan, mas foi atraído de volta com a promessa que seu personagem iria receber uma cena de morte dramática. Nimoy fundamentou que já que The Wrath of Khan seria o último filme de Star Trek, ter Spock "sair em um momento de glória" parecia um bom modo de encerrar o personagem. Em um rascunho inicial do roteiro, Spock morria no primeiro ato em uma morte chocante que o produtor Harve Bennett comparou com a morte de Janet Leigh em Psycho. Os detalhes do roteiro de alguma forma acabaram vazando para o público, e a resposta dos fãs foi extremamente negativa. Um fã pagou por anuncios em jornais insistindo para a Paramount Pictures abandonar o plano. Alguns fãs foram tão longe ao ponto de enviar ameaças de morte à Nimoy e sua família. De acordo com Bennett:
| “ | Por alguma razão os fãs tiveram a impressão de que ele [Nimoy] queria Spock morto. Ele havia escrito o livro "Eu Não Sou Spock", e deu a ideia ao povo. De qualquer maneira, quando um grupo marginal de Trekkies descobriu que iriamos matar o personagem de Spock, foi como se nós tivéssemos pego um filho deles e o levado para Ponte do Brooklyn com a intenção de jogá-lo. E a reação deles foi, 'vamos pegar o Leonard'. | ” |

Eu achei que tudo foi gerido com muito bom gosto. Me senti orgulhoso. Quando me foi sugerido pela primeira vez que Spock iria morrer, fiquei hesitante. Parecia explorativo. Mas agora que vi como foi realizado, eu acho que foi uma ideia muito boa.

Leonard Nimoy
Em abril de 1981, uma versão revisada do roteiro foi completada, movendo a morte do personagem para o ato final. A cena da morte de Spock foi filmada em três dias, tempo onde nenhum visitante foi permitido no cenário. A morte deveria ser irrevogável, porém Nimoy teve uma experiência tão positiva durante as filmagens que ele, com a ajuda de Bennett, pediu se poderia colocar algo para fazer Spock retornar no próximo filme. A cena do elo mental de Spock com Leonard McCoy foi filmada sem o ator DeForest Kelley saber o que estava acontecendo. A reação de públicos testes à morte de Spock e ao final do filme (um tom que era sombrio e final) foi ruim, então Bennett o fez mais edificante ao adicionar a cena final revelando o caixão/torpedo de Spock na superfície do planeta Gênesis e a narração de Nimoy do monólogo "Essas são as viagens". O diretor Nicholas Meyer se opôs, porém não impediu as mudanças, e até Nimoy não sabia sobre a nova cena até ele ver o filme, porém antes do filme estreiar, a mídia garantiu aos fãs preocupados que "Spock vai viver" de novo.

### Novo ator
Zachary Quinto foi escolhido para interpretar um jovem, e de uma linha do tempo alternativa, Spock no filme Star Trek e suas sequências. Quinto mencionou que ele ouviu sobre o novo filme e revelou seu interesse no papel em dezembro de 2006 durante uma entrevista para o Pittsburgh Post-Gazette. O artigo circulou bastante e atraiu o interesse do diretor J. J. Abrams. Quinto expressou seu interesse pelo papel devido a dualidade da ascendência meio-humana e meio-vulcana de Spock, e como o personagem "está constantemente explorando a noção de como evoluir de modo responsável e de como evoluir de modo respeitoso. Eu achou que isso são coisas que nós como uma sociedade, e certamente o mundo, poderia implementar". Nimoy conversou com Quinto depois dele ter sido escolhido para o papel. Apesar de Quinto ter assistido alguns episódios da série original nos intervalos das filmagens, Nimoy foi sua principal fonte de informação para interpretar Spock.

## Recepção
Desde cedo, a reação do público com Spock foi extremamente positiva, até fanática. Para a grande surpresa de Nimoy, Spock se tornou um símbolo sexual, e adolescentes perguntavam sobre eventos atuais como a Guerra do Vietnã e o LSD como se o ator fosse o vulcano. Um fã ainda pediu para o ator impor suas mãos nos olhos de um amigo curá-lo. Nimoy lembra, quase duas décadas depois do cancelamento da série:
| “ | O fenômeno Star Trek continua a surpreender e confundir-me. Foi incrível, e ainda é, embora seja mais suave agora do que costumava ser. Por um período, foi histérico—era tão louco que eu tinha que ter muito cuidado onde eu ia. Se eu ia a um restaurante, eu devia planejar minha entrada e saída para não ser agredido ou ferido. Mesma coisa em hotéis e aeroportos—qualquer lugar público. Não é mais tão histérico, mas ainda sim uma força potente. | ” |

A NASA fez de Spock o mascote informal da agência espacial. Nimoy foi chamado para ser o convidado de honra no jantar Clube Espacial Nacional de março de 1967, e para fazer um tour pelo Goddard Space Flight Center, em Greenbelt, Maryland. Nimoy concluiu a partir da recepção calorosa que ele recebeu de astronautas como John Glenn e de engenheiros, secretários e acionistas da indústria espacial que todos consideravam Star Trek, e especialmente o personagem de Spock, como uma "dramatização do futuro do programa espacial deles".
A UGO Networks elegeu Spock como um dos 50 Maiores Personagens da TV em 2008. De acordo com William Shatner, muito dos elogios para Star Trek e interesse da mídia na época de sua estréia foram para Nimoy.

### Reação à morte de Spock
The Wrath of Khan teve sua primeira exibição pública na convenção de ficção científica em Overland Park no dia 8 de maio de 1982, quase um mês antes de sua estréia geral. Apesar dos executivos da Paramount estarem preocupados que a morte de Spock iria colocar a base de fãs contra o filme, o público acabou aplaudindo a cena final do personagem. "Foi sensacional. Eu odeio me render a superlativos porém alcançou tudo que nós queriamos com ela. Eu não poderia pedir por algo melhor", disse o co-produtor Robert Sallin sobre a reação do público na exibição adiantada.
Entretanto, a reação dos críticos à morte de Spock foi mista na época. Roger Ebert louvou a morte de Spock: "Ele faz uma escolha em Star Trek II que seria feita apenas por um herói, um tolo, ou por um vulcano. E quando ele toma essa decisão, o filme se eleva para uma de suas melhores cenas, porque as histórias de Star Trek sempre foram melhores quando elas se centram em volta de seus personagens". Por outro lado, Gary Arnold do The Washington Post afirmou que a morte de Spock "parece uma virada desnecessária, e os cineastas estão obviamente preparados para lorotar em caso o público exija outra sequência".
Mais de um quarto de século depois, a morte de Spock em The Wrath of Khan foi classificada como número 2 da lista dos 25 Melhores Momento dos filmes de Star Trek pela Total Film, e a número um da lista dos 10 Melhores Momentos da IGN.

### Star Trek(2009)
O The Boston Globe descreveu a atuação de Zachary Quinto o filme de 2009 como "algo especial", e que a aparição de Leonard Nimoy "carrega muito mais emoção do que você esperaria". A Slate disse que Quinto interpretou Spock "com alguns graus a mais de indiferença" do que Nimoy havia trazido para o personagem original. A Entertainment Weekly disse que Quinto "... investe Spock com uma nova camada de apelo sexual frio-ardente, [e] Quinto faz um trabalho fantástico ao manter a calma de Spock, sem suar por fora porém enfervecendo por debaixo".

## Impacto cultural
Spock já foi parodiado por, e foi a inspiração para, muitos trabalhos da cultura popular em várias mídias. O álbum 1976 Solo Keyboard Album do compositor/tecladista George Duke possui duas faixas que fazem uma homenagem à Spock: "Spock Gets Funky" e "Vulcan Mind Probe". O guitarrista Paul Gilbert escreveu a canção "Mr. Spock" em seu álbum Space Ship One. O grupo synthpop sueco S.P.O.C.K faz músicas muitos inspiradas pelo universo Star Trek. Até Nimoy entrou no negócio; assumindo o personagem de Spock, Nimoy gravou algumas músicas, a primeira foi "Highly Illogical", onde Spock aponta os pontos fracos do pensamento humano, como relações, automóveis e ganância. A segunda canção, "A Visit to a Sad Planet", teve um tom mais sombrio e contava a história de Spock visitando a Terra no futuro e descobrindo que ela foi arruinada pela guerra, violência e irresponsabilidades ambientais. De acordo com o roteirista de quadrinhos Bob Budiansky, o personagem Shockwave, de The Transformers, foi inspirado em Spock. A perspectiva utilitária de Spock de que "as necessidades de muitos superam as necessidades dos poucos" é citada em uma decisão legal do Suprema Corte do Texas.

A contraparte "espelho" de Spock em "Mirror, Mirror".

A aparência física de Spock no episódio "Mirror, Mirror" tem gerado uma alegoria para o arquétipo do "irmão malvado" em vários gêneros ficcionais. Naquele episódio, alguns membros da tripulação da Enterprise viajam para um universo paralelo habitado por versões maléficas deles mesmos. A versão de Spock do universo paralelo distingue-se fisicamente por seu cavanhaque. Exemplos de aparições más de personagens com cavanhaque incluem: o episódio de South Park "Spookyfish", onde o "Cartman espelho", que tem um cavanhaque, é mais um personagem "bom" do que o personagem sem barba, o "Cartman regular"; em Futurama o cavanhaque é referenciado pelo "irmão malvado" de Bender, Flexo, que é constantemente acusado de ser o Bender mal devido à seu cavanhaque; e em 2009, em um episódio de The Colbert Report, Stephen Colbert e o congressista Dan Maffei (um fã de Star Trek) usaram cavanhaques falsos e interpretaram versões malvadas deles mesmos.
Depois do lançamento de Star Trek em 2009, Spock foi comparado ao Presidente Barack Obama por várias mídias. Maureen Dowd notou que "Sr. Obama tem um pouco do Sr. Spock nele (e não apenas as orelhas engraçadas). Ele tem uma lógica parecida com a vulcana e destacamento". Steve Daly, da Newsweek, disse "a natureza calma e analítica de Spock parece mais fascinante e atual do que nunca, agora que colocamos um tipo de vulcano na Casa Branca", e notou que ambos Spock e Obama são produtos de casamentos interraciais.
Em 2015, o WhatsApp lançou um emoji em homenagem a Spock, a saudação feita por Spock.